# Boštjan Dermol
Boštjan Dermol, slovenski glasbenik, producent, pesnik in radijski ter televizijski voditelj, 22. marec 1976, Kranj, Slovenija. 
Na glasbeni sceni je najbolj je prepoznaven kot frontman in pevec celjske rockovske skupine Nude.
Boštjan Dermol je mladost preživljal v Celju, kjer je obiskoval Gimnazijo Lava, kasneje pa je na Univerzi v Mariboru študiral pravo. V mladosti je pel pri mešanem mladinskem pevskem zboru Tehnik in z njim osvojili najprestižnejša pevska priznanja po Evropi - med drugim leta 1992 tudi srebrno plaketo Grand Prix Europe v Touru, v Franciji.
Leta 1993 je kot srednješolec skupaj s sošolcem Gabrom Maroltom, s katerim sta imela podoben glasbeni okus  ustanovil glasbeno skupino, ki se je sprva imenovala Every East.  Kasneje se skupini pridružijo še dijaki iste šole, in sicer elektro smeri – Primož Pogelšek, Vladimir Kroflič in Jernej Lipuš, nakar se skupina preimenuje v današnje ime "Nude". 
Poleg glasbe se ukvarja tudi z vodenjem avtorske oddaje "Zadnji rok" na Radiu Celje in oddaje "Rock Arena" na televiziji na TV Arena. Bil je predsednik Sindikata glasbenikov Slovenije, predsednik Skupščine izvajalcev IPF in predsednik sveta Zavoda IPF in član ekspertne skupine mednarodne organizacije AEPO ARTIS.
Leta 2010 se mu je rodila hči Lorelei Erna.